# Sieboldius maai
Sieboldius maai – gatunek ważki z rodziny gadziogłówkowatych (Gomphidae).